# Жигжидийн Мунхбат
Жигжидийн Мунхбат (монг. Жигжидийн Мөнхбат; 1 июня 1941, Эрдэнэсант, Центральный аймак, МНР — 9 апреля 2018) — заслуженный спортсмен Монголии, Герой труда МНР, чемпион национальной борьбы и серебряный медалист Олимпийских игр 1968 года.
В 2015 году у него обнаружили болезнь Альцгеймера.

## Вольная борьба
Мунхбат стал первым монгольским спортсменом, получившим медаль чемпионата мира, заняв 3-е место в категории до 87 кг на чемпионате мира по вольной борьбе в Нью-Дели в 1967 году. На Летних Олимпийских играх в Мехико стал серебряным призёром в той же категории, выиграв четыре встречи и две встречи сведя вничью, из турнира выбыл непобеждённым. Это была первая серебряная медаль в истории монгольского спорта и высшее олимпийское достижение Монголии на то время.
| Круг | Соперник          | Страна                                    | Результат | Основание                                     | Время схватки |
| ---- | ----------------- | ----------------------------------------- | --------- | --------------------------------------------- | ------------- |
| 1    | Петер Дёринг      | Германская Демократическая Республика     | Победа    | По очкам (1 штрафной балл)                    |               |
| 2    | Рауль Гарсия      | Мексика                                   | Победа    | Туше (0 штрафных баллов)                      | (1:17)        |
| 3    | Жан-Мари Шардонне | Швейцария                                 | Победа    | За явным превосходством (0,5 штрафных баллов) |               |
| 4    |                   |                                           | Пропускал | (0 штрафных баллов)                           |               |
| 5    | Продан Гарджев    | Болгария                                  | Ничья     | (2 штрафных балла)                            | (12 мин.)     |
| 6    | Борис Гуревич     | Союз Советских Социалистических Республик | Ничья     | (2 штрафных балла)                            | (12 мин.)     |
| 7    | Томас Пекхэм      | Соединённые Штаты Америки                 | Победа    | По очкам (1 штрафной балл)                    |               |

См. таблицу турнира

## Монгольская борьба
Мунхбат 6 раз одерживал победу в борцовских состязаниях, проходивших во время праздников Их-Баяр-Надом 1963—1967 и 1974 годов. В 1963 году, победив «льва» (арслан) У. Мижиддоржа, получил титул «льва». После побед 1964 и 1965 годов над Бээжин-аваргой и Баянмунхом получил титул чемпиона страны (улсын аварга). В 1966 и 1967 годах победил дархан-аваргу Д. Дамдина и дархан-аваргу Х. Баянмунха. В 1974 году последний раз одержал победу над Баянмунхом. 6 раз побеждал в соревнованиях по случаю Цаган сара. Последний раз участвовал в соревнованиях в 1994 году.

## Память
25 марта 1969 года почта Монголии выпустила серию почтовых марок (№ 520—527 + почтовый блок № 120). На блоке номиналом 4 тугрика изображён Жигжидийн Мунхбат.

## Семья
Жена — Тамир. Младший сын Даваажаргал — знаменитый сумоист, 69-й ёкодзуна Хакухо Сё.